# Witpuntrifhaai
De witpuntrifhaai (Triaenodon obesus) is een vis uit de familie van de roofhaaien (Carcharhinidae), orde grondhaaien (Carcharhiniformes), die voorkomt in de Grote en Indische Oceaan.

## Kenmerken
Een volwassen witpuntrifhaai heeft doorgaans een lengte bereiken van ruim een meter. Het langste exemplaar dat werd opgemeten was 213 centimeter. De haai kan maximaal 25 jaar oud worden. Het lichaam van de vis heeft een langgerekte vorm. De mond zit aan de onderkant van de kop. De vis heeft twee rugvinnen en één aarsvin. De punt van de eerste rugvin en van de staartvin zijn wit. De haai zwemt met geprononceerde slangachtige bewegingen.

## Leefwijze
De haai jaagt vooral 's nachts. Hij kan met zijn slangachtige lichaam diep in spleten en holen van het koraalrif doordringen op zoek naar zijn prooi. Overdag rust hij vaak op de zandbodems van koraalriffen of op de bodem van grotten, waar zich meerdere exemplaren kunnen verzamelen.
Het dieet van de haai bestaat uit dierlijk voedsel.

## Verspreiding en leefgebied
De witpuntrifhaai is een zoutwatervis die voorkomt in de tropisch wateren van de Indische- en Grote Oceaan. De soort is voornamelijk te vinden in zeeën, grotten, wateren boven een harde ondergrond en koraalriffen. De diepte waarop de soort voorkomt is 1 tot 330 meter.

## Relatie tot de mens
De witpuntrifhaai is voor de visserij van beperkt commercieel belang. Wel wordt er op de vis gejaagd in de hengelsport. De soort kan worden bezichtigd in sommige openbare aquaria. De witpuntrifhaai is in het algemeen vrij schuw en weinig in mensen geïnteresseerd. Voor de mens is de witpuntrifhaai echter niet geheel ongevaarlijk: hij is in staat de mens te verwonden.

## Status
De soort heeft op de Rode Lijst van de IUCN de status "Vulnerable" (Kwetsbaar).